# 다모리 다이키
다모리 다이키(일본어: 田森 大己, 1983년 8월 5일 ~ )는 일본의 전 축구 선수이다.

## 구단 경력
그는 2006년부터 201년까지 J리그의 방포레 고후, 에히메 FC, 교토 상가 FC, FC 기후에서 활동하였다.